# Gil Elmour
Gil Elmour (11 giugno 1977) è un ex calciatore francese neocaledoniano, di ruolo difensore.

## Carriera

### Nazionale
Ha debuttato in Nazionale il 6 luglio 2002, in Figi-Nuova Caledonia (2-1), subentrando a Maurice Cawa al minuto 85. Ha messo a segno la sua prima rete con la maglia della Nazionale il 1º luglio 2003, in Nuova Caledonia-Micronesia (18-0), siglando la rete del momentaneo 5-0 al minuto 16. Ha partecipato, con la Nazionale, alla Coppa d'Oceania 2002. Ha collezionato in totale, con la maglia della Nazionale, 9 presenze e una rete.

## Palmarès

### Club

#### Competizioni nazionali
- Campionato neocaledoniano di calcio: 1

Magenta: 2004-2005